# Rue Carcel
La rue Carcel est une voie du 15e arrondissement de Paris, en France.

## Situation et accès

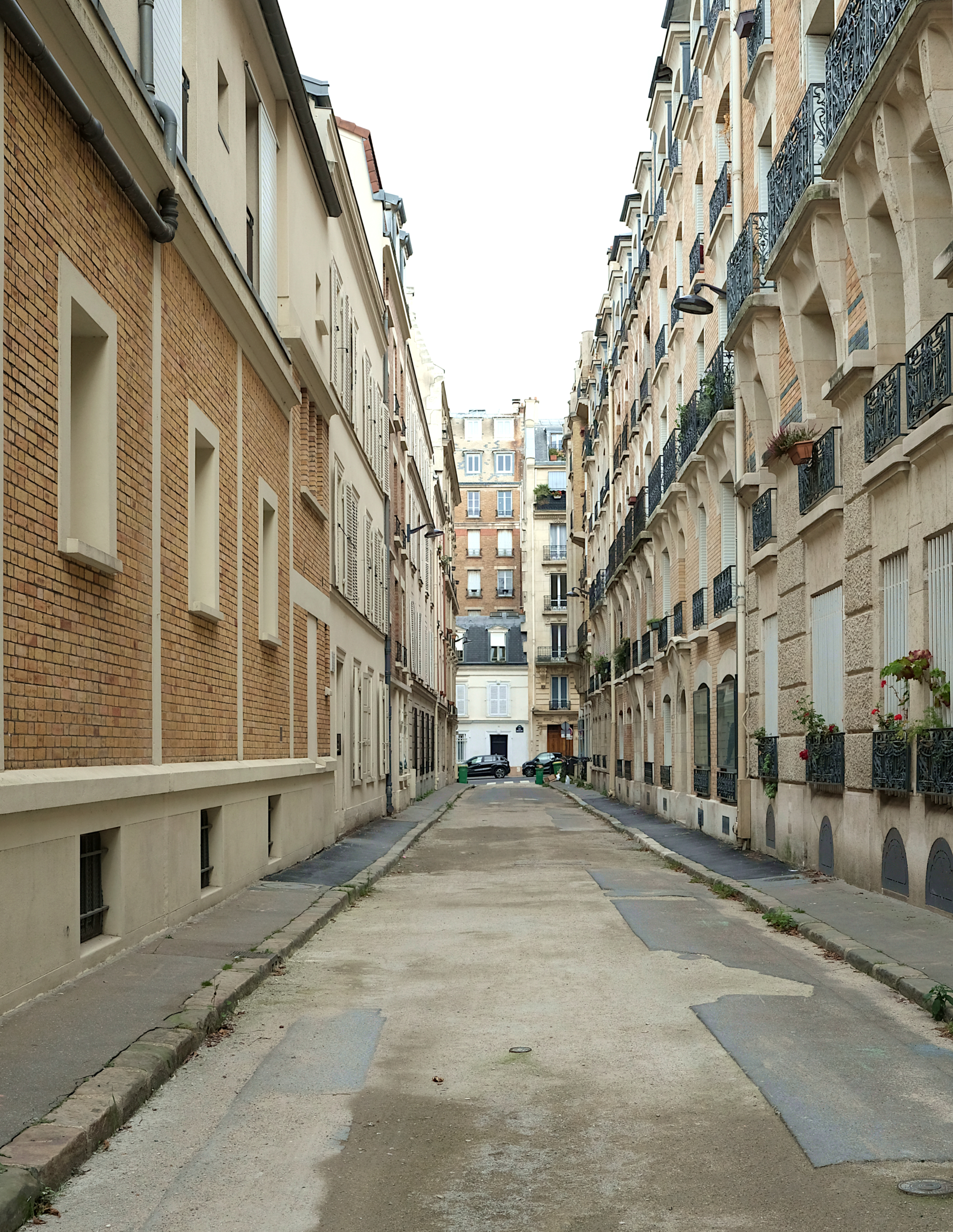
Vue de la rue en 2024.

La rue Carcel est une voie publique située dans le 15e arrondissement de Paris. Elle débute au 4, rue Maublanc et se termine au 5, rue Gerbert.

## Origine du nom
Elle porte le nom de l'horloger et inventeur Guillaume Carcel (1750-1812).

## Historique
Cette voie, ouverte en 1848 comme rue privée, se nommait primitivement « petite rue de la Paix ».

## Bâtiments remarquables et lieux de mémoire
- No 8 : Paul Gauguin a vécu de 1880 à 1884 à cette adresse[réf. nécessaire].

La rue Carcel vue par Paul Gauguin
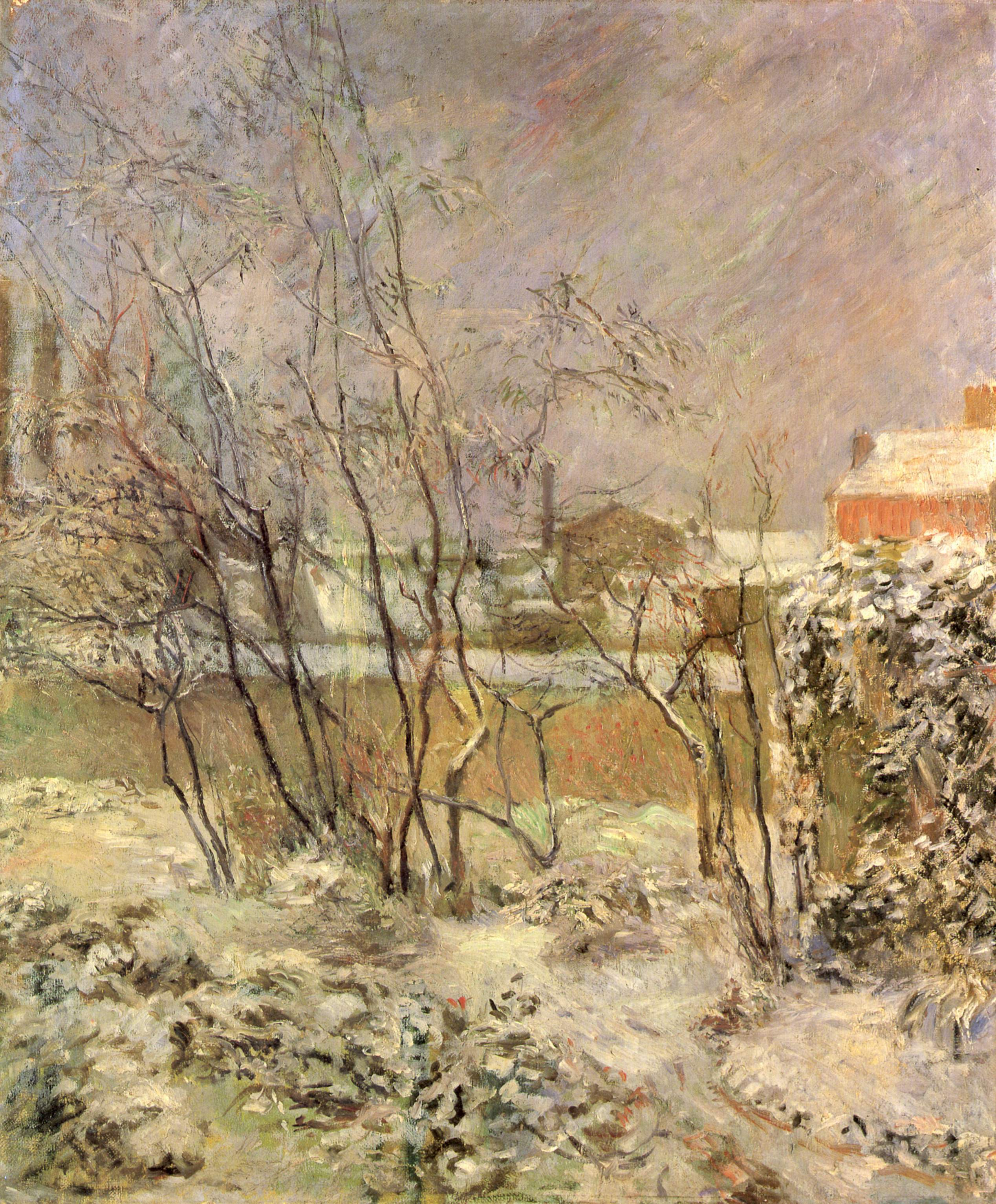
La Neige rue Carcel (avant 1883), Copenhague, Ny Carlsberg Glyptotek.
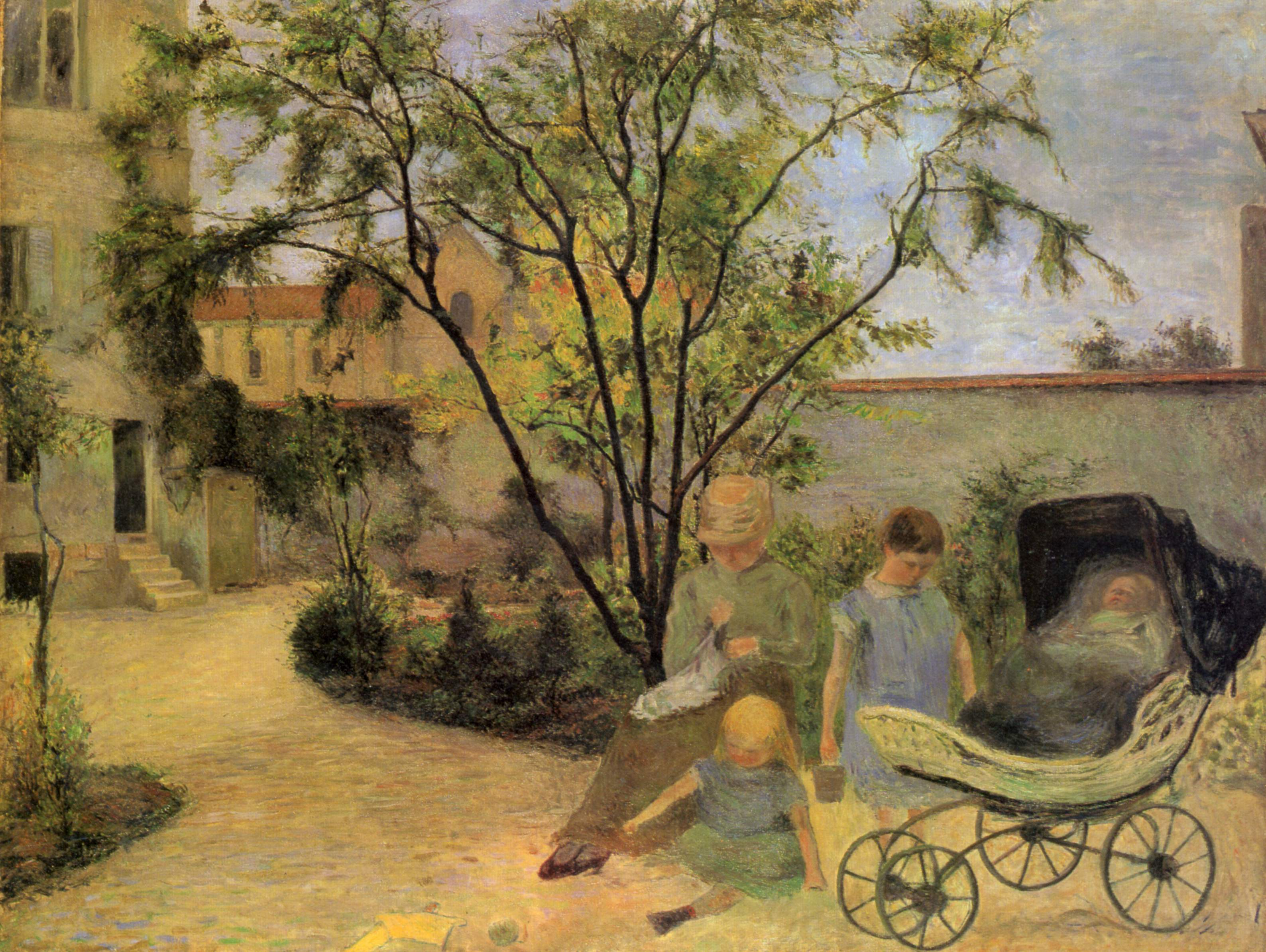
La Famille du peintre au jardin, rue Carcel (1881), Copenhague, Ny Carlsberg Glyptotek.